# Donja Bijenja
Donja Bijenja är en ort i Bosnien och Hercegovina.   Den ligger i entiteten Republika Srpska, i den södra delen av landet, 60 km söder om huvudstaden Sarajevo. Donja Bijenja ligger 863 meter över havet och antalet invånare är 184.
Terrängen runt Donja Bijenja är varierad.Närmaste större samhälle är Nevesinje, 9,6 km söder om Donja Bijenja. 
Trakten runt Donja Bijenja består till största delen av jordbruksmark. Runt Donja Bijenja är det ganska tätbefolkat, med 67 invånare per kvadratkilometer.